# Медведенко, Станислав Юрьевич
Станислав Юрьевич (Слава) Медведенко (род. 4 апреля 1979 года) — украинский баскетболист, двукратный чемпион Национальной баскетбольной ассоциации. Играл на позиции тяжелого форварда.

## Карьера в Европе
Удачно выступив на детском турнире «Кубок Волкова», Медведенко получил приглашение стать игроком киевского профессионального клуба «Денди-Баскет», выступавшего в Суперлиге. В сезоне 1996/97 он вошёл в основной состав команды, но при этом также выступал за дубль клуба в Высшей лиге.
Перед следующим сезоном, надеясь получать больше игрового времени, Медведенко перешёл в киевский «Будивельник». Клуб находился в тяжелом финансовом положении, но это не помешало Станиславу во второй части сезона стать лидером команды. 19-летний игрок помог своей команде выйти в финал чемпионата Украины — в трех матчах решающей серии Медведенко набирал 12,6 очка в среднем за игру.
Сезон 1998/99 вновь начал в «Будивельнике», причем теперь он стал одним из самых опытных игроков «строителей». Киевляне больше не могли бороться за высокие места в турнирной таблице и, чтобы не мешать талантливому игроку развиваться, руководство клуба отпустило его в литовскую «Алиту». В первом матче Кубка Корача за «Алиту» против турецкого «Галатасарая» Медведенко набрал 32 очка. Позже он помог «Алите» занять третье место в регулярном чемпионате Литвы и был признан лучшим легионером литовской лиги.
Новый сезон Медведенко вновь начал на Украине, подписав контракт с баскетбольным клубом «Киев». В Суперлиге Станислав, набирая 17,2 очка в среднем за игру, привел команду к титулу чемпиона Украины. Кроме того, он был признан MVP сезона Суперлиги.

### Достижения в Европе
- Чемпион Украины (2000)
- Вице-чемпион Украины (1998)
- «Открытие сезона» чемпионата Украины по версии газеты «Команда» (1998)
- Лучший легионер чемпионата Литвы (1999)
- MVP чемпионата Украины (2000)
- Участник «Финала четырех» NEBL (2000)

## Карьера в НБА
В 1998 году Медведенко не был выбран ни одним из клубов на Драфте НБА. Интерес к нему команды НБА стали проявлять через год, когда Медведенко в составе баскетбольного клуба «Киев» принял участие в предсезонных матчах в США и проявил себя наилучшим образом. Соперниками украинской команды в США были, как правило, команды из миноритараных американских лиг, однако в порядке исключения «Киев» сыграл против «Даллас Маверикс» из НБА, проиграв со счетом 92:113.
В 2000 году Медведенко вновь в составе «Киева» поехал в турне по США. К нему стали проявлять интерес ряд клубов, а после игры с летним составом «Портленд Трэйл Блэйзерс», где украинская команда выиграла со счетом 127:126, а Медведенко набрал 42 очка, с ним подписал двухлетний контракт «Лос-Анджелес Лейкерс».
В первом сезоне в НБА Медведенко почти не появлялся на площадке, но спустя год стал ролевым игроком в составе «Лейкерс», подменяя Шакила О’Нила, Самаки Уокера и Роберта Орри. Каждый из своих первых двух сезонов в США Медведенко завершал с титулом НБА — в 2001 году в финале была обыграна «Филадельфия Севенти Сиксерс», в 2002-м — Нью-Джерси Нетс.
Лучшим сезоном в НБА стал чемпионат 2003/04, когда основной тяжелый форвард команды 40-летний Карл Мэлоун получил травму и был вынужден пропустить половину сезона. Таким образом Медведенко впервые стал игроком стартовой пятерки «Лос-Анджелес Лейкерс» и помог команде в третий раз за четыре года выйти в финалы НБА. Но в этот раз калифорнийская команда проиграла решающую серию «Детройт Пистонс».
Дальнейшее пребывание Медведенко в НБА было омрачено тяжелыми травмами, из-за которых Медведенко стал редко появляться на площадке. После сезона 2006/07, который украинец провел в Атланте, он заявлял о намерениях продолжить карьеру в Европе. Но травмы не позволили форварду вернуться в профессиональный баскетбол.

## Достижения в НБА
- Чемпион НБА (2001, 2002)
- Вице-чемпион НБА (2004)

## Тренерская карьера
В 2011—2014 гг. Медведенко входил в тренерский штаб национальной сборной Украины по баскетболу, будучи одним из ассистентов Майка Фрателло. В 2011 году был главным тренером сборной Украины U-16, которая на чемпионате Европы в Дивизионе А заняла 12 место. В 2013-м году работал ассистентом главного тренера сборной Украины U-18.
Медведенко является основателем детско-юношеского баскетбольного клуба «Медведи» (Киев). Организация была основана в 2004-м году, выступала во всеукраинских соревнованиях. Ряд воспитанников БК Медведи получали приглашения в юношеские сборные Украины, а также становились профессиональными игроками.
Также три года подряд Медведенко работал на клубном уровне, тренируя дубли команд украинской Суперлиги. Как правило, возглавляемые Медведенко команды частично комплектовались игроками БК «Медведи».
| Сезон   | Команда            | Чемпионат         | Место | Плей-офф        |
| ------- | ------------------ | ----------------- | ----- | --------------- |
| 2010/11 | Будивельник (Киев) | Суперлига (дубль) | 11/13 | Нет             |
| 2011/12 | Будивельник (Киев) | Суперлига (дубль) | 9/14  | Нет             |
| 2012/13 | Киев               | Суперлига (дубль) | 6/9   | Не предусмотрен |

## Статистика

### Статистика в НБА
| Сезон                                                                                    | Команда | Регулярный сезон | Регулярный сезон | Регулярный сезон | Регулярный сезон | Регулярный сезон | Регулярный сезон | Регулярный сезон | Регулярный сезон | Регулярный сезон | Регулярный сезон | Регулярный сезон | Серия плей-офф | Серия плей-офф | Серия плей-офф | Серия плей-офф | Серия плей-офф | Серия плей-офф | Серия плей-офф | Серия плей-офф | Серия плей-офф | Серия плей-офф | Серия плей-офф |
| Сезон                                                                                    | Команда | GP               | GS               | MPG              | FG%              | 3P%              | FT%              | RPG              | APG              | SPG              | BPG              | PPG              | GP             | GS             | MPG            | FG%            | 3P%            | FT%            | RPG            | APG            | SPG            | BPG            | PPG            |
| ---------------------------------------------------------------------------------------- | ------- | ---------------- | ---------------- | ---------------- | ---------------- | ---------------- | ---------------- | ---------------- | ---------------- | ---------------- | ---------------- | ---------------- | -------------- | -------------- | -------------- | -------------- | -------------- | -------------- | -------------- | -------------- | -------------- | -------------- | -------------- |
| 2000/01                                                                                  | Лейкерс | 7                | 0                | 5,6              | 48,0             | 100,0            | 58,3             | 1,3              | 0,3              | 0,1              | 0,1              | 4,6              | Не участвовал  | Не участвовал  | Не участвовал  | Не участвовал  | Не участвовал  | Не участвовал  | Не участвовал  | Не участвовал  | Не участвовал  | Не участвовал  | Не участвовал  |
| 2001/02                                                                                  | Лейкерс | 71               | 6                | 10,3             | 47,7             | 0,0              | 66,1             | 2,2              | 0,6              | 0,4              | 0,2              | 4,7              | 7              | 0              | 3,0            | 60,0           | -              | -              | 0,6            | 0,0            | 0,0            | 0,0            | 0,9            |
| 2002/03                                                                                  | Лейкерс | 58               | 10               | 10,7             | 43,4             | 0,0              | 72,1             | 2,4              | 0,3              | 0,2              | 0,1              | 4,4              | 9              | 0              | 8,1            | 55,6           | -              | 66,7           | 2,0            | 0,1            | 0,1            | 0,1            | 3,8            |
| 2003/04                                                                                  | Лейкерс | 68               | 38               | 21,2             | 44,1             | 0,0              | 76,7             | 5,0              | 0,8              | 0,6              | 0,3              | 8,3              | 21             | 1              | 11,3           | 44,0           | -              | 81,0           | 2,5            | 0,5            | 0,2            | 0,2            | 4,0            |
| 2004/05                                                                                  | Лейкерс | 43               | 4                | 9,8              | 45,5             | 0,0              | 82,1             | 1,8              | 0,3              | 0,2              | 0,0              | 3,8              | Не участвовал  | Не участвовал  | Не участвовал  | Не участвовал  | Не участвовал  | Не участвовал  | Не участвовал  | Не участвовал  | Не участвовал  | Не участвовал  | Не участвовал  |
| 2005/06                                                                                  | Лейкерс | 2                | 0                | 3,1              | 50,0             | -                | -                | 0,0              | 0,5              | 0,0              | 0,0              | 1,0              | Не участвовал  | Не участвовал  | Не участвовал  | Не участвовал  | Не участвовал  | Не участвовал  | Не участвовал  | Не участвовал  | Не участвовал  | Не участвовал  | Не участвовал  |
| 2006/07                                                                                  | Атланта | 14               | 0                | 5,8              | 41,4             | 50,0             | 85,0             | 1,0              | 0,1              | 0,0              | 0,1              | 3,0              | Не участвовал  | Не участвовал  | Не участвовал  | Не участвовал  | Не участвовал  | Не участвовал  | Не участвовал  | Не участвовал  | Не участвовал  | Не участвовал  | Не участвовал  |
|                                                                                          | Всего   | 263              | 58               | 12,7             | 45,0             | 15,4             | 74,0             | 2,8              | 0,5              | 0,3              | 0,2              | 5,3              | 37             | 1              | 8,9            | 47,7           | -              | 77,8           | 2,0            | 0,3            | 0,1            | 0,1            | 3,3            |
| Наведите курсор мыши на аббревиатуры в заголовке таблицы, чтобы прочесть их расшифровку. |         |                  |                  |                  |                  |                  |                  |                  |                  |                  |                  |                  |                |                |                |                |                |                |                |                |                |                |                |